# Еліот (Мен)
Еліот (англ. Eliot) — місто (англ. town) в США, в окрузі Йорк штату Мен. Населення — 6717 осіб (2020).

## Демографія
Згідно з переписом 2010 року, у місті мешкали 6204 особи в 2509 домогосподарствах у складі 1783 родин. Було 2669 помешкань
Расовий склад населення:
| - 96,8 % — білих - 0,7 % — чорних або афроамериканців - 0,5 % — азіатів - 0,1 % — корінних американців |

До двох чи більше рас належало 1,5 %. Частка іспаномовних становила 1,2 % від усіх жителів.
За віковим діапазоном населення розподілялося таким чином: 22,1 % — особи молодші 18 років, 63,3 % — особи у віці 18—64 років, 14,6 % — особи у віці 65 років та старші. Медіана віку мешканця становила 45,4 року. На 100 осіб жіночої статі у місті припадало 95,3 чоловіків;  на 100 жінок у віці від 18 років та старших — 92,7 чоловіків також старших 18 років.
Середній дохід на одне домашнє господарство  становив 88 079 доларів США (медіана — 82 587), а середній дохід на одну сім'ю — 102 382 долари (медіана — 92 045). Медіана доходів становила 55 164 долари для чоловіків та 37 003 долари для жінок. За межею бідності перебувало 6,2 % осіб, у тому числі 8,0 % дітей у віці до 18 років та 4,5 % осіб у віці 65 років та старших.
Цивільне працевлаштоване населення становило 3602 особи. Основні галузі зайнятості: освіта, охорона здоров'я та соціальна допомога — 19,9 %, роздрібна торгівля — 13,4 %, виробництво — 11,5 %, мистецтво, розваги та відпочинок — 11,4 %.